# Albany (Kentucky)
Albany è un comune degli Stati Uniti d'America, situato nello Stato del Kentucky, nella contea di Clinton, della quale è il capoluogo.